# Agustín Pelletieri
Agustín Daniel Pelletieri (n. Buenos Aires, Argentina, 17 de mayo de 1982) es un futbolista argentino que se desempeña  como mediocampista central en el Club Atlético Defensores de Glew, del Torneo Regional Federal Amateur.

## Biografía
Tras jugar en el Club El Fogón de Mármol, en el Country Club de Longchamps y en Jose Mármol y en Mármol Tenis Club durante su infancia, Pelletieri arribó en Lanús a los 18 años y rápidamente le sacó el puesto a Emiliano Giannunzio, una de las promesas granates. Debutó en la Primera División de Argentina en 2003. Formó parte activa del plantel hasta el Torneo Apertura 2005 cuando el entrenador Néstor Gorosito lo apartó del equipo considerándolo «prescindible». A pesar de esto, Pelletieri permaneció en la institución y volvió a formar parte de las alineaciones titulares con la llegada de Ramón Cabrero en reemplazo de Gorosito. Desde entonces se afianzó en su puesto y fue una de las piezas fundamentales en el primer campeonato nacional que ganó Lanús en su historia, el Torneo Apertura 2007.
El 28 de agosto de 2008, fue cedido a préstamo por un año al AEK de Grecia. Una vez finalizado el período de cesión, volvió a Lanús.
En 2011, fichó por Racing Club por tres temporadas. El 3 de septiembre de 2012, por la quinta fecha del Torneo Inicial, debió disputar los últimos minutos de la victoria de su equipo por 3 a 1 sobre San Martín de San Juan como arquero debido a la expulsión de Jorge De Olivera, durante los cuales logró detener un penal ejecutado por Gastón Caprari. Así se convirtió en el sexto jugador de campo en atajar un penal en la Primera División de Argentina desde la llegada del profesionalismo, así como también el segundo de Racing Club tras el contenido por Juan Carlos Cárdenas ante Roberto Gramajo de Rosario Central en 1971.
Convirtió su primer gol en Racing ante Argentinos Juniors, en la victoria por 2 a 0 a favor de La Academia. Volvió a anotar en la victoria de Racing ante Boca Juniors por 2-0.
En enero de 2014, pasó a jugar un año en la MLS para el Chivas USA, equipo que dejó de existir en noviembre del mismo año. En comienzos de 2015 arregló su incorporación por uno año al Club Atlético Tigre, después de la insistencia de su entrenador, Gustavo Alfaro.
En 2016, volvió a Lanús, con el que en ese mismo año ganó otros tres títulos nacionales bajo la conducción del técnico Jorge Almirón: Primera División, Copa del Bicentenario y Supercopa Argentina. Jugó en Lanús hasta no renovar contrato con la institución en junio de 2017.
En 2020, se confirmó su regreso a la actividad, luego de estar 3 años sin jugar, tras llegar a un acuerdo con Defensores de Glew para disputar el Torneo Regional Federal Amateur.

## Selección nacional
Pelletieri fue llamado cuatro veces para la Selección de fútbol de Argentina, pero no salió de la banca. La convocatoria más reciente fue en 2011 por Alejandro Sabella, para enfrentar a Brasil en el Superclásico de las Américas de ese año.

## Clubes
| Club                   | País           | Año           | Goles |
| ---------------------- | -------------- | ------------- | ----- |
| Lanús                  | Argentina      | 2002-2008     | 15    |
| AEK Atenas Fútbol Club | Grecia         | 2008-2009     | 2     |
| Lanús                  | Argentina      | 2009-2011     | 3     |
| Racing Club            | Argentina      | 2011-2013     | 2     |
| Chivas USA             | Estados Unidos | 2014          | 2     |
| Tigre                  | Argentina      | 2015          | 0     |
| Lanús                  | Argentina      | 2016-2017     | 0     |
| Defensores de Glew     | Argentina      | 2020-presente | 0     |

## Palmarés

### Campeonatos nacionales
| Título                | Club  | País      | Año    |
| --------------------- | ----- | --------- | ------ |
| Primera División      | Lanús | Argentina | A-2007 |
| Primera División      | Lanús | Argentina | 2016   |
| Copa del Bicentenario | Lanús | Argentina | 2016   |
| Supercopa Argentina   | Lanús | Argentina | 2017   |